# 格拉德
格拉德（斯洛維尼亞語： 發音：[ˈɡɾaːt]；舊稱 Gornja Lendava），是斯洛維尼亞東北部普雷克穆列地區格拉德市鎮的村莊及行政中心。为戈里奇科地區最大及最古老的聚居地。

## 地名
格拉德（Grad）在書面資料中首先被稱為 Lyndwa，後來被稱為 Gornja Lendava（字面意思是“上倫達瓦”，與 Dolnja Lendava 形成對比，其字面意思是“下倫達瓦”，現改稱倫達瓦）。1952年，聚居地的名稱從 Gornja Lendava 改為 Grad。

## 格拉德城堡
「Grad」在斯洛維尼亞語中的意思是“城堡”，指的是建於12世紀後期的城堡，戰略性地座落在俯瞰聚居地的東南邊山丘上。它是斯洛維尼亞最大的城堡建築群之一，擁有365間客房。第二次世界大戰後，城堡被分割成小型住宅公寓。隨著斯洛維尼亞加入歐盟，為修復城堡提供了資金。城堡的某些部分向公眾開放。

## 外部連結
- Grad on Geopedia （页面存档备份，存于）